# Oxalessigester

Allgemeine Struktur der Oxalessigester

Oxalessigester sind die Diester der Oxalessigsäure. Als Carbonylverbindungen lassen sie sich in der Synthese einfacher Heterocyclen wie dem Chinolin oder dem Pyrazolon einsetzen.

## Darstellung
Ein Oxalessigester entsteht durch die Kondensation der entsprechenden Oxalsäureester mit den entsprechenden Essigsäureestern unter Einwirkung des Alkoholats als Base. Dies wurde 1888 am Beispiel des Oxalessigsäurediethylester und 1893 am Beispiel des Oxalessigsäuredimethylester von Wilhelm Wislicenus et al. gezeigt.